# Manfred Koch (Entomologe)
Alfred Carl Manfred Koch (* 30. Juli 1901 in Dresden; † 29. Mai 1972 ebenda) war ein deutscher Lepidopterologe (Schmetterlingskundler) und Insektenhändler.

## Leben
Manfred Koch war der Sohn des aus einer Chemnitzer Kaufmannsfamilie stammenden Stadtschreibers, Ratsassessors, Bankdirektors und promovierten Juristen Walter Franz Koch (1870–1947) und dessen aus dem damals ungarischen Großwardein stammenden Ehefrau Hedwig Louise Eleonora geborene Kostersitz von Marenhorst (1876–1935). Er studierte zunächst an der Handelshochschule in Berlin. Danach war er bis 1945 als Diplomkaufmann in der Industrie leitend tätig, zunächst als Prokurist und zuletzt seit mindestens 1939 im Vorstand von Koch & Sterzel, einer Firmengründung seines Onkels Franz Josef Koch (1872–1941).
Da er sich schon in früher Jugend in seiner Freizeit mit Insekten beschäftigte, stiftete er 1941, zusammen mit Adolf Müller und Otto Bang-Haas, eine nach Johann Christian Fabricius benannte Medaille, die satzungsgemäß an den Verfasser der besten deutschsprachigen entomologischen Veröffentlichung des Jahres oder an einen besonders verdienten deutschsprachigen Wissenschaftler für sein Gesamtwerk verliehen wird. Die Verleihung der Fabricius-Medaille erfolgt auch heute noch jährlich durch die Deutsche Gesellschaft für allgemeine und angewandte Entomologie.
Nach 1945 machte er die Entomologie zu seinem Beruf und organisierte schon 1946 die erste Entomologentagung nach dem Kriege in Dresden. Er begründete ein Entomologisches Institut, das sich zunächst Koch & Albert, später Manfred Koch nannte. Wissenschaftlich bearbeitete er in der ersten Zeit hauptsächlich taxonomische Probleme der Widderchen (Zygaenidae). Später widmete er sich auch Problemen der angewandten Entomologie, so zum Beispiel der Bekämpfung von Forstschädlingen. Er praktizierte den Lichtfang als wissenschaftliche Methode und schrieb zahlreiche Veröffentlichungen zur Zucht und Präparation von Insekten. Koch war ein Pionier der europäischen Wanderfalter-Forschung, die er durch interessante theoretische Ansätze bereicherte.
Manfred Koch hat zahlreiche Publikationen über Schmetterlinge verfasst. Sein wohl bekanntestes Werk ist das ursprünglich vierbändige Wir bestimmen Schmetterlinge, das 1954 bis 1961 erstmals erschien. In ihm sind fast alle der in Deutschland vorkommenden Großschmetterlingsarten und ihre Raupen abgebildet. Ferner finden sich wertvolle Angaben, unter anderem zum Vorkommen, zu Flugzeiten und zu den Futterpflanzen der Raupen. Das Werk wird auch heute noch aufgelegt und ist als „der Koch“ weit über die Kreise von Fachleuten hin bekannt.

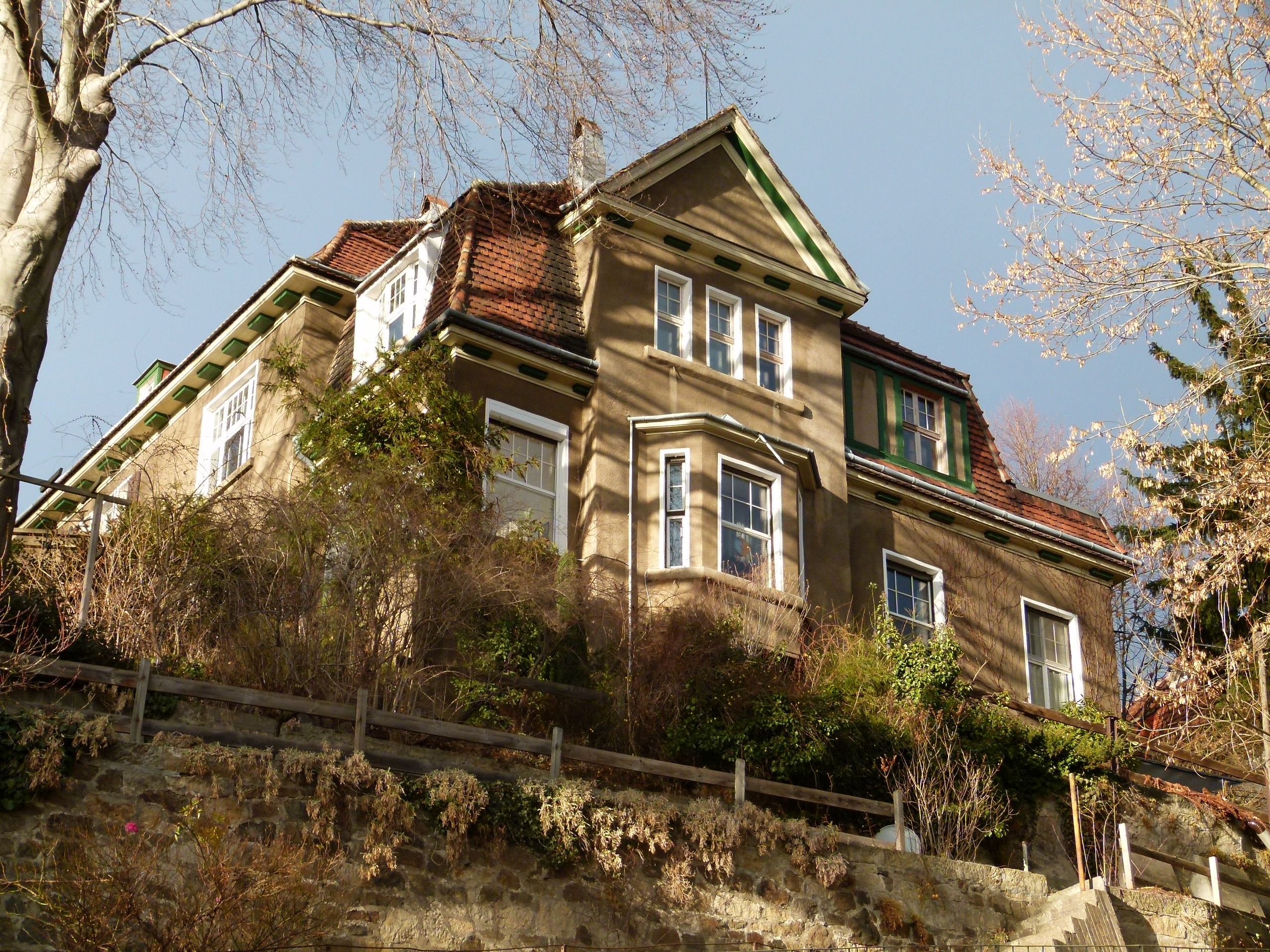
Villa, in der Manfred Koch von 1939 bis zu seinem Tode wohnte

Koch wurde 1968 mit der Leibniz-Medaille der Akademie der Wissenschaften ausgezeichnet.
Manfred Koch heiratete 1931 in Wien die im Lothringischen Beauregard bei Diedenhofen geborene Ortrud Apold (1907–1974), eine Tochter des aus Großjedlersdorf stammenden Ingenieurs der Oesterreichisch-Alpine Montangesellschaft Anton Apold. Mit ihr hatte er drei Kinder. Kochs wohnten seit 1932 in der Theresienstraße 7 in der Inneren Neustadt und seit 1937 bei Kochs Vater in der Villa Am Steinberg 11 in Wachwitz. 1939 bezog Manfred Koch die heute unter Denkmalschutz stehenden Villa am Oberwachwitzer Weg 7, wo sich nach 1945 auch sein Entomologisches Institut befand.